# Satélite pequeño

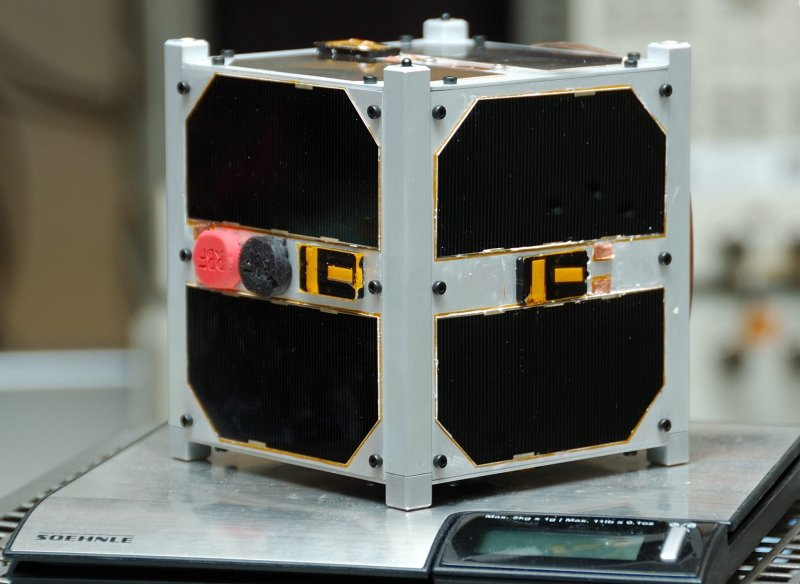
ESTCube-1 1U CubeSat

El término satélite pequeño, o el anglicismo smallsat (acortamiento de small satellite), se refiere a un satélite de baja masa y tamaño, generalmente menor de 500 kg. Si bien todos estos satélites pueden denominarse "pequeños", se pueden clasificar en función de su masa. Los satélites se pueden construir de pequeño tamaño para reducir el gran coste económico de los vehículos de lanzamiento y los costes asociados con la construcción.
Los satélites en miniatura, especialmente en grandes cantidades, pueden ser más útiles para algunos propósitos que los de mayor tamaño. Por ejemplo, para la recopilación de datos científicos y para radioenlaces. Los desafíos técnicos en la construcción de estos satélites pequeños pueden incluir la incapacidad de almacenar suficiente energía o tener poco espacio como para disponer de un sistema de propulsión. 

## Tamaño

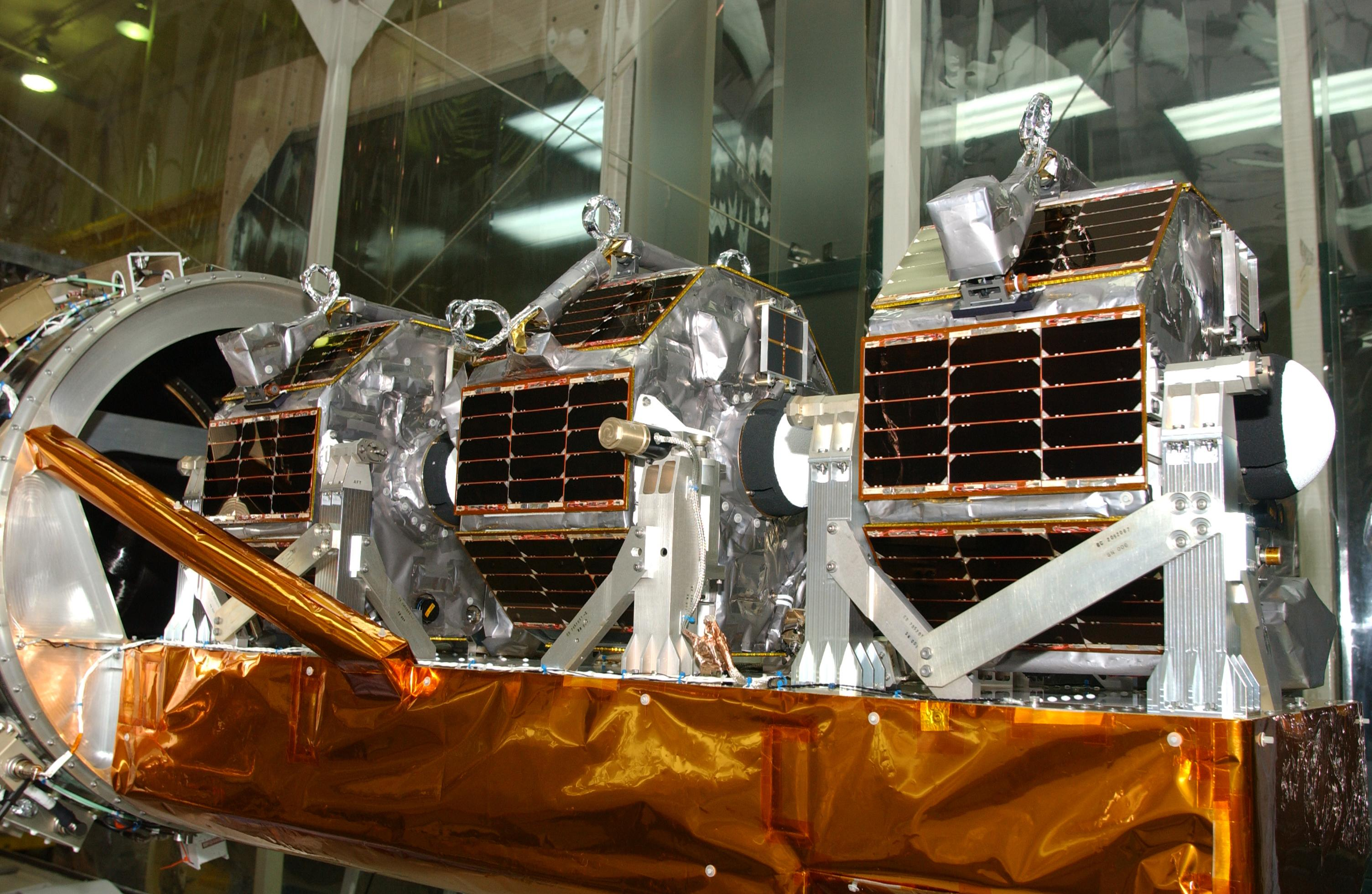
Tres microsatélites de tecnología espacial 5

Una razón para disminuir el tamaño de los satélites es reducir el costo; Los satélites más pesados requieren cohetes más grandes con mayor empuje que también tienen un mayor costo de financiación. Por el contrario, los satélites más pequeños y ligeros requieren vehículos de lanzamiento más pequeños y más baratos y, a veces, se pueden lanzar en múltiplos. También se pueden lanzar piggyback, utilizando el exceso de capacidad en vehículos de lanzamiento más grandes. Los satélites miniaturizados permiten diseños más baratos y facilidad de producción en masa.
Otra razón importante para desarrollar satélites pequeños es la oportunidad de habilitar misiones que un satélite más grande no podría lograr, tales como: 
- Constelaciones para comunicaciones de baja velocidad de datos
- Usar formaciones para recopilar datos de múltiples puntos
- Inspección en órbita de satélites más grandes
- Investigación relacionada con la universidad
- Probar o calificar nuevo hardware antes de usarlo en una nave espacial más cara

## Historia
Los segmentos de microsatélites de la industria de lanzamiento de satélites han crecido rápidamente en los últimos años. El desarrollo de versiones de 1–50 kg ha sido significativamente mayor que 50–100 kg.
Solo en el rango de 1–50 kg, se lanzaron menos de 15 satélites anualmente en 2000 a 2005, 34 en 2006, luego menos de 30 lanzamientos anualmente durante 2007 a 2011. Esto aumentó a 34 lanzados en 2012 y 92 lanzados en 2013.
El analista europeo Euroconsult proyecta que se lanzarán más de 500 SmallSats en 2015–2019 con un valor de mercado estimado en USD $7.4 mil millones.
A mediados de 2015, había muchas más opciones de lanzamiento disponibles para los pequeños asientos, y los viajes a medida que las cargas secundarias se habían vuelto más grandes en cantidad y más fáciles de programar a corto plazo.

## Grupos de clasificación

### Pequeños satélites
| Nombre del grupo | Masa (kg)  |
| ---------------- | ---------- |
| Satélite grande  | > 1000     |
| Satélite mediano | 500 a 1000 |
| Minisatélite     | 100 a 500  |
| Microsatélite    | 10 a 100   |
| Nanosatélite     | 1 a 10     |
| Picosatélite     | 0,1 a 1    |
| Femtosatélite    | <0,1       |

El término "satélite pequeño", o, a veces, "minisatélite", a menudo se refiere a un satélite artificial con una masa (incluido el combustible) entre 100 y 500 kg, pero en otro uso ha llegado a significar cualquier satélite por debajo de 500 kg.
Pequeños ejemplos de satélites incluyen Demeter, Essaim, Parasol, Picard, MICROSCOPE, TARANIS, ELISA, SSOT, SMART-1, Spirale-A y -B, y los satélites Starlink de SpaceX. 

#### Pequeño vehículo de lanzamiento satelital
Si bien los SmallSat se han lanzado tradicionalmente como cargas útiles secundarias en vehículos de lanzamiento más grandes, varias compañías actualmente están desarrollando o han desarrollado vehículos de lanzamiento específicamente dirigidos al mercado de SmallSat. En particular, el paradigma de la carga útil secundaria no proporciona la especificidad requerida para muchos satélites pequeños que tienen requisitos orbitales únicos y tiempos de lanzamiento.
Las compañías que ofrecen vehículos de lanzamiento SmallSat incluyen: 
- Electron de Rocket Lab (225 kg)[8]

Las compañías que planean vehículos de lanzamiento SmallSat incluyen: 
- LauncherOne de Virgin Orbit (500 kg)[9]
- Vector Launch's Vector-R (60 kg)[10]

### Microsatélites
El término "microsatélite" o "microsat" generalmente se aplica al nombre de un satélite artificial con una masa entre 10 a 100 kg. Sin embargo, esta no es una convención oficial y, a veces, esos términos pueden referirse a satélites más grandes o más pequeños (por ejemplo, 1–50 kg). A veces, los diseños o diseños propuestos de algunos satélites de este tipo tienen microsatélites trabajando juntos o en una formación. El término genérico "satélite pequeño" o "smallsat" también se usa a veces, como "satlet".
Ejemplos: Astrid-1 y Astrid-2, así como el conjunto de satélites actualmente anunciados para LauncherOne (a continuación).
En 2018, los dos microsatélites Mars Cube One, con una masa de solo 13,5 kg cada uno: se convirtió en el primer CubeSats en abandonar la órbita terrestre para su uso en el espacio interplanetario. Volaron de camino a Marte junto con la exitosa misión de aterrizaje Mars InSight. Los dos microsatélites lograron un sobrevuelo de Marte en noviembre de 2018, y ambos continuaron comunicándose con estaciones terrestres en la Tierra hasta finales de diciembre. Ambos se dejaron de emitir a principios de enero de 2019.

#### Vehículo de lanzamiento de microsatélites
Varias empresas comerciales y de contratistas militares están desarrollando vehículos de lanzamiento de microsatélites para cumplir con los requisitos de lanzamiento cada vez más específicos de los microsatélites. Si bien los microsatélites se han llevado al espacio durante muchos años como cargas útiles secundarias a bordo de lanzadores más grandes, el paradigma de la carga útil secundaria no proporciona la especificidad requerida para muchos satélites pequeños cada vez más sofisticados que tienen requisitos únicos de tiempo orbital y tiempo de lanzamiento.
En julio de 2012, Virgin Galactic anunció LauncherOne, un vehículo de lanzamiento orbital diseñado para lanzar cargas útiles primarias "smallsat" de 100 kg en órbita terrestre baja, con lanzamientos proyectados para comenzar en 2016. Varios clientes comerciales ya han contratado lanzamientos, incluidos GeoOptics, Skybox Imaging, Spaceflight Industries y Planetary Resources. Tanto Surrey Satellite Technology como Sierra Nevada Space Systems están desarrollando plataformas satelitales "optimizadas para el diseño de LauncherOne". Virgin Galactic ha estado trabajando en el concepto LauncherOne desde finales de 2008, y a 2015, lo está convirtiendo en una parte más importante del plan comercial central de Virgin, ya que el programa de vuelos espaciales humanos de Virgin ha experimentado múltiples demoras y un accidente fatal en 2014.
En diciembre de 2012, DARPA anunció que el programa Airborne Launch Assist Space Access proporcionaría el refuerzo de cohetes de microsatélites para el programa DARPA SeeMe que tenía la intención de lanzar una "constelación de 24 microsatélites (~20 kg rango) cada uno con resolución de imagen de 1 m". El programa fue cancelado en diciembre de 2015.
En abril de 2013, Garvey Spacecraft (ahora Vector Launch) recibió un contrato de US$ 200 000 para desarrollar su tecnología de vehículo de lanzamiento suborbital Prospector 18 en un vehículo de lanzamiento orbital nanosat capaz de entregar una carga útil de 10 kg en una órbita de 250 km a una agrupación aún más capaz "20/450 Nano/Micro Satellite Launch Vehicle" (NMSLV) con la capacidad de entregar cargas de 20 kg en órbitas circulares de 450 km.
El Boeing Small Launch Vehicle es un concepto de vehículo de lanzamiento de tres etapas a órbita lanzado al aire destinado a lanzar pequeñas cargas útiles de 45,5 kg en órbita terrestre baja. Se propone que el programa reduzca los costos de lanzamiento de los pequeños satélites militares de EE. UU. de a "tan solo" US$ 300 000 por lanzamiento (US$ 7000/kg) y, si el programa de desarrollo fue financiado, a 2012 podría estar operativo para 2020.
La compañía suiza Swiss Space Systems (S3) anunció planes en 2013 para desarrollar un avión espacial suborbital llamado SOAR que lanzaría un vehículo de lanzamiento microsat capaz de colocar una carga útil de hasta 250 kg en órbita terrestre baja.
La empresa española PLD Space nació en 2011 con el objetivo de desarrollar vehículos de lanzamiento de bajo costo llamados Miura 1 y Miura 5 con capacidad para colocar hasta 150 kg en órbita.

### Nanosatélites

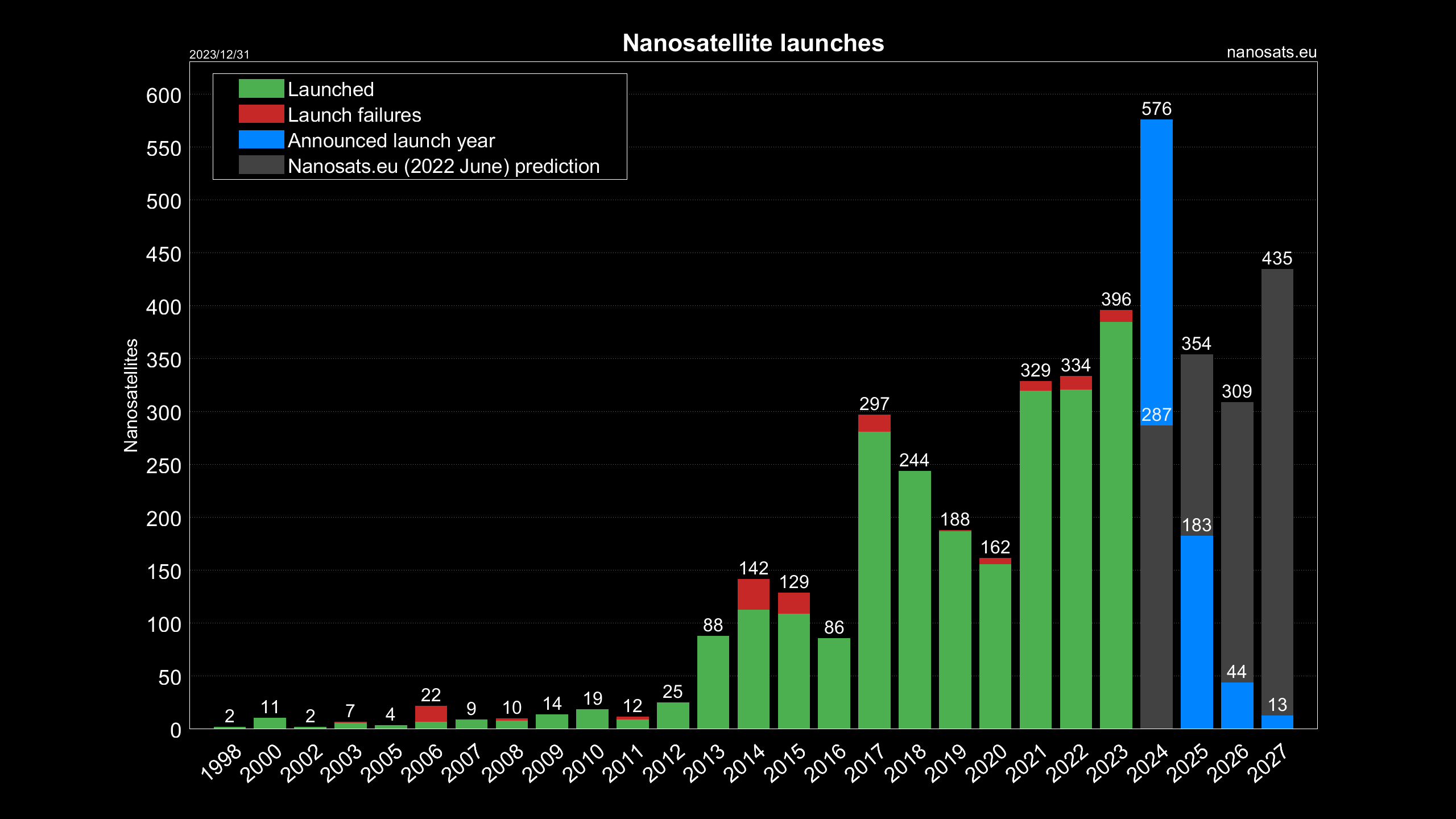
Lanzamiento, planificación y predicción de nanosatellites desde enero de 2020

El término "nanosatélite" o "nanosat" se aplica a un satélite artificial con una masa húmeda entre 1 a 10 kg. Los diseños propuestos de estos tipos pueden lanzarse individualmente, o pueden tener múltiples nano-satélites trabajando juntos o en formación, en cuyo caso, a veces se puede aplicar el término "enjambre de satélites" o " nave espacial fraccionada". Algunos diseños requieren un satélite "madre" más grande para la comunicación con los controladores de tierra o para el lanzamiento y el acoplamiento con nanosatélites. Más de 1.300 nanosatélites se han puesto en marcha a partir de enero de 2020.
Con los continuos avances en la miniaturización y el aumento de la capacidad de la tecnología electrónica y el uso de las constelaciones de satélites, los nanosatellites son cada vez más capaces de realizar misiones comerciales que anteriormente requerían microsatélites. Por ejemplo, se ha propuesto un estándar CubeSat de 6U para permitir una constelación de 35 satélitesgde observación terrestre de 8 kg, para reemplazar una constelación de cinco satélites de 155 kg RapidEye, al mismo costo de la misión, con tiempos de visita significativamente mayores: cada área del globo se puede tomar imágenes cada 3,5 horas en lugar de una vez cada 24 horas con la constelación RapidEye. Los tiempos de revisión más rápidos son una mejora significativa para las naciones que realizan una respuesta a desastres, que era el propósito de la constelación RapidEye. Además, la opción nanosat permitiría a más países poseer su propio satélite para la recopilación de datos de imágenes fuera del pico (sin desastres). A medida que los costos disminuyen y los tiempos de producción se acortan, los nanosatélites se están convirtiendo en productos cada vez más factibles para las empresas.
Ejemplo de nanosatélites: ExoCube (CP-10), ArduSat, SPROUT
Los desarrolladores y fabricantes de nanosatélites incluyen GomSpace, NanoAvionics, NanoSpace, Spire, Surrey Satellite Technology, NovaWurks, Dauria Aerospace, Planet Labs y Reaktor.

#### Mercado de Nanosatélites
En los diez años de lanzamiento de nanosat antes de 2014, solo se lanzaron 75 nanosatélites. Las tasas de lanzamiento aumentaron sustancialmente cuando en el período de tres meses comprendido entre noviembre de 2013 y enero de 2014 se lanzaron 94 nanosatélites.
Uno de los desafíos de usar nanosatélites ha sido la entrega económica de satélites tan pequeños a cualquier lugar más allá de la órbita terrestre baja. A fines de 2014, se estaban desarrollando propuestas para naves espaciales más grandes diseñadas específicamente para entregar enjambres de Nanosatélites en trayectorias que están más allá de la órbita terrestre para aplicaciones como explorar asteroides distantes.

#### Vehículo de lanzamiento de nanosatélites
Con el surgimiento de los avances tecnológicos de la miniaturización y el aumento de capital para apoyar las iniciativas de vuelos espaciales privados en la década de 2010, se han formado varias nuevas empresas para buscar oportunidades con el desarrollo de una variedad de tecnologías de vehículos de lanzamiento de nanosatélites (NLV) de carga pequeña. 
Los NLV propuestos o en desarrollo incluyen: 
- Virgin Orbit Launcher: una etapa superior, destinada a ser lanzada desde WhiteKnightTwo, similar a la forma en que se lanza el avión espacial SpaceShipTwo.[30][35]
- Ventions Nanosat etapa superior.[36]
- Nammo/Andøya North Star (lanzador con capacigad de órbita polar para un 10 kg carga útil).[37]
- A partir de abril de 2013, Garvey Spacecraft (ahora Vector Launch) está desarrollando su tecnología de vehículo de lanzamiento suborbital Prospector 18 en un vehículo de lanzamiento orbital nanosat capaz de entregar una carga útil de 10 kg en una órbita de 250 km.[19]
- Generation Orbit está desarrollando un cohete lanzado desde el aire para entregar nanosat y microsatios de menos de sub-50 kg a órbita terrestre baja.

Lanzamientos reales de NS: 
- La NASA lanzó tres satélites el 21 de abril de 2013 basados en teléfonos inteligentes. Dos teléfonos usan la especificación PhoneSat 1.0 y el tercero usa una versión beta de PhoneSat 2.0[38]
- ISRO lanzó 14 nanosatellites el 22 de junio de 2016, 2 para universidades indias y 12 para Estados Unidos bajo el programa Flock-2P. Este lanzamiento se realizó durante la misión PSLV-C34.
- ISRO lanzó 103 nanosatellites el 15 de febrero de 2017. Este lanzamiento se realizó durante la misión PSLV-C37.[39]

### Picosatélites
El término "picosatélite" o "picosat" (que no debe confundirse con la serie de microsatélites PicoSAT) generalmente se aplica a satélites artificiales con una masa húmeda entre 0,1 a 1 kg, aunque a veces se usa para referirse a cualquier satélite que esté por debajo de 1 kg en masa de lanzamiento. Nuevamente, los diseños y los diseños propuestos de este tipo generalmente tienen múltiples picosatélites trabajando juntos o en formación (a veces se aplica el término "enjambre"). Algunos diseños requieren un satélite "madre" más grande para la comunicación con los controladores de tierra o para el lanzamiento y acoplamiento con picosatélites. El diseño CubeSat, de aproximadamente 1 kg, es un ejemplo de un gran picosatélite (o nanosat mínimo).
Los picosatélites están surgiendo como una nueva alternativa para los constructores de kits de bricolaje. Los picosatélites están actualmente disponibles comercialmente en el rango completo de 0,1–1 kg. Las oportunidades de lanzamiento ahora están disponibles por US$ 12 000 a US$ 18 000 para sub-1 kg de cargas útiles de picosat que son aproximadamente del tamaño de una lata de refresco.

### Femtosatélites
El término "femtosatélite" o "femtosat" se aplica generalmente a satélites artificiales con una masa húmeda por debajo de 100 gramos. Al igual que los picosatélites, algunos diseños requieren un satélite "madre" más grande para la comunicación con los controladores de tierra. 
Se lanzaron tres prototipos de "satélites de chips" a la ISS en el Space Shuttle en su misión final en mayo de 2011. Fueron conectados a la plataforma externa ISS Materials International Space Station Experiment (MISSE-8) para realizar pruebas. En abril de 2014, el KickSat de nanosatelitales se lanzó a bordo de un cohete Falcon 9 con la intención de liberar 104 chipsatsats del tamaño de femtosatélites, o "Sprites". En el evento, no pudieron completar el despliegue a tiempo debido a la falla de un reloj a bordo y el mecanismo de despliegue volvió a la atmósfera el 14 de mayo de 2014, sin haber desplegado ninguno de los femtosats de 5-gram. ThumbSat es otro proyecto que tiene la intención de lanzar femtosatélites a finales de 2010. ThumbSat anunció un acuerdo de lanzamiento con CubeCat en 2017 para lanzar hasta 1000 de los satélites muy pequeños.
En marzo de 2019, el CubeSat KickSat-2 desplegó 105 femtosats llamada "ChipSats" en la órbita de la Tierra. Los satélites se probaron durante 3 días y luego volvieron a entrar en la atmósfera y se quemaron.

## Desafíos técnicos
Los satélites pequeños generalmente requieren sistemas innovadores de propulsión, control de actitud, comunicación y computación. 
Los satélites más grandes usualmente usan monopropelentes o sistemas de combustión bipropelentes para propulsión y control de actitud; Estos sistemas son complejos y requieren una cantidad mínima de volumen en la superficie para disipar el calor. Estos sistemas se pueden usar en satélites pequeños más grandes, mientras que otros micro/nanosats tienen que usar propulsión eléctrica, gas comprimido, líquidos vaporizables como butano o dióxido de carbono u otros sistemas innovadores de propulsión que sean simples, baratos y escalables. 
Los satélites pequeños pueden usar sistemas de radio convencionales en UHF, VHF, banda S y banda X, aunque a menudo se miniaturizan utilizando tecnología más actualizada en comparación con los satélites más grandes. Los satélites pequeños, como los nanosat y los microsat pequeños, pueden carecer de la fuente de alimentación o masa para los grandes transpondedores de radio convencionales, y se han propuesto varios sistemas de comunicaciones miniaturizados o innovadores, como receptores láser, conjuntos de antenas y redes de comunicación satélite a satélite. Pocos de estos se han demostrado en la práctica. 
La electrónica debe ser rigurosamente probada y modificada para ser "endurecida en el espacio" o resistente al ambiente del espacio exterior (vacío, microgravedad, extremos térmicos y exposición a la radiación). Los satélites miniaturizados permiten la oportunidad de probar nuevo hardware con gastos reducidos en las pruebas. Además, dado que el riesgo de costo general en la misión es mucho más bajo, se puede incorporar una tecnología más actualizada, pero menos probada en el espacio en micro y nanosat que la que se puede usar en misiones mucho más grandes y costosas con menos apetito por el riesgo.

## Seguridad de colisión
Los satélites pequeños son difíciles de rastrear con el radar terrestre, por lo que es difícil predecir si colisionarán con otros satélites o naves espaciales ocupadas por humanos. La Comisión Federal de Comunicaciones de EE. UU. ha rechazado al menos una solicitud de lanzamiento de satélite pequeño por estos motivos de seguridad.
- Canadian Advanced Nanospace eXperiment Program
- CanSat
- DRAGONSat
- Micro air vehicle
- N-Prize
- Nanosatellite Launch System
- Satellite formation flying
- SPHERES
- Student Space Exploration & Technology Initiative
- University Nanosatellite Program
- AMSAT Amateur Satellite Corp.
- PocketQube
- Rocket Lab

- Canadian Advanced Nanospace eXperiment Program
- CanSat
- DRAGONSat picosatellite
- Micro air vehicle
- N-Prize
- Nanosatellite Launch System
- Satellite formation flying
- SPHERES
- Student Space Exploration & Technology Initiative
- University Nanosatellite Program
- AMSAT Amateur Satellite Corp.
- PocketQube